# Reinhard Schneider

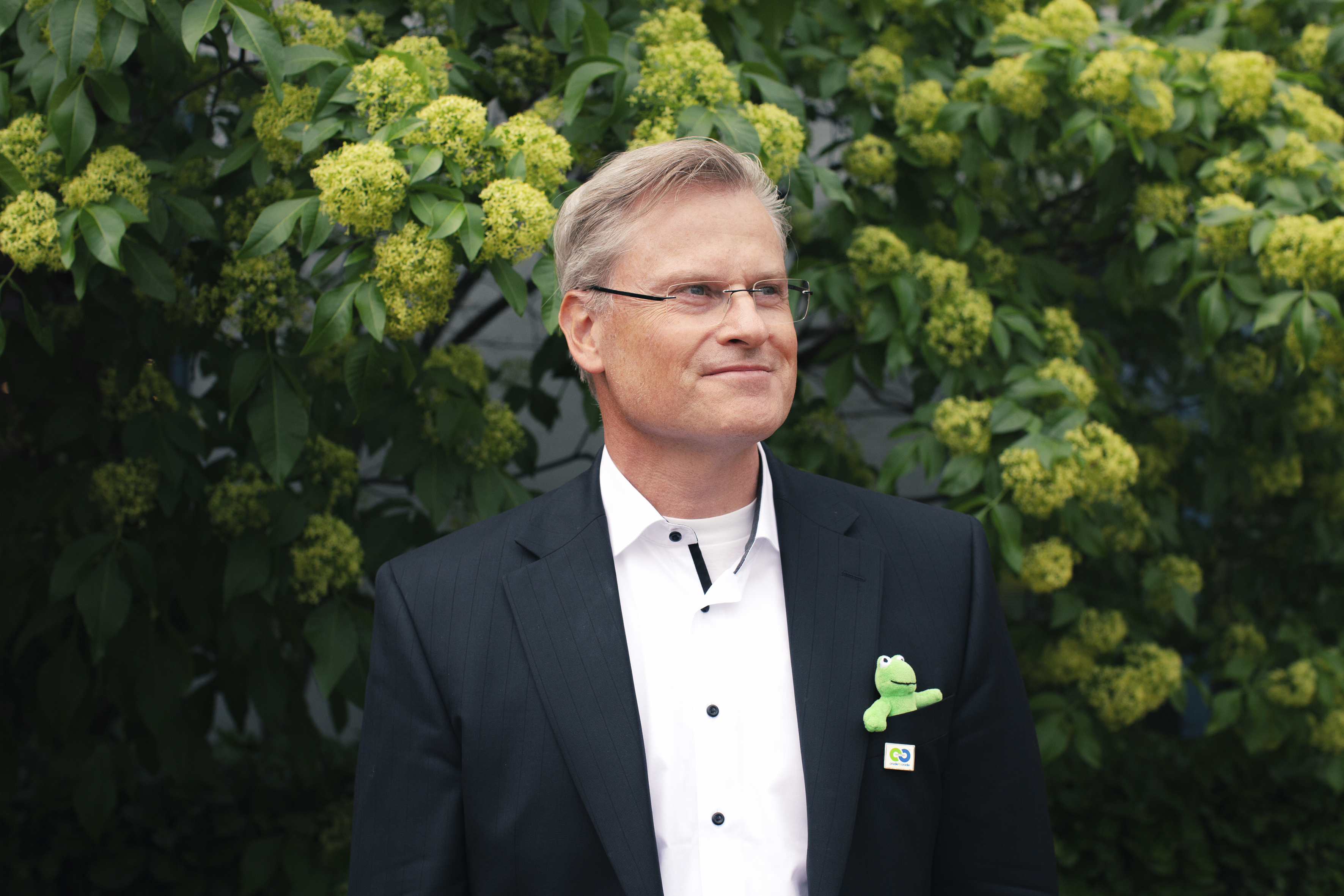
Reinhard Schneider (2020)

Reinhard Schneider (ur. 1 maja 1968 w Moguncji) – niemiecki ekonomista i dyrektor zarządzający w przedsiębiorstwie rodzinnym Werner & Mertz z siedzibą w Moguncji, którego najbardziej znaną marką jest Frosch. Pełniąc tę funkcję, ukierunkował on przedsiębiorstwo na działalność w zgodzie z ideą zrównoważonego rozwoju i prowadzi działania na rzecz większego zaangażowania gospodarki w ochronę klimatu i środowiska. Schneider jest laureatem Niemieckiej Nagrody Ekologicznej 2019.

## Życie i działalność
Schneider studiował na kierunku Ekonomika przedsiębiorstw o profilu Sprzedaż i handel na Uniwersytecie St. Gallen w Szwajcarii. Po studiach przez sześć lat pracował w różnych przedsiębiorstwach w dziale marketingu. Jako potomek założycieli spółki Werner & Mertz od 1992 roku był członkiem Rady Nadzorczej przedsiębiorstwa. W roku 2000 objął funkcję prezesa zarządu oraz kierownictwo działu konsumentów. Jest właścicielem przedsiębiorstwa.
Jako dyrektor zarządzający Schneider ukierunkował działalność spółki Werner & Mertz w stronę zrównoważonego rozwoju. Między innymi zlecił zaprojektowanie nowych budynków przedsiębiorstwa pod kątem aspektów ekologicznych (np. centrala przedsiębiorstwa) i w ramach inicjatywy „Rodzime tensydy” wprowadził stopniowe zastępowanie udziału oleju palmowego w środkach do czyszczenia przez oleje roślinne z upraw europejskich.
Uznanie zyskały także jego działania mające na celu redukcję odpadów z plastiku i emisji CO2 poprzez zwiększenie udziału plastiku pochodzącego z recyklingu w produkcji opakowań. W tym celu w 2012 roku razem z partnerami z branży przemysłowej i gospodarki odpadami oraz zrzeszeniami ekologicznymi założył inicjatywę Recyclat. Jest on także aktywny na arenie politycznej, opowiadając się między innymi za wprowadzeniem podatku od nowych tworzyw sztucznych. Działa na rzecz intensywniejszego zaangażowania gospodarki w ochronę środowiska.
Ponadto Schneider jest członkiem Prezydium Niemieckiego Urzędu Ochrony Konkurencji, a od marca 2022 r. członkiem nowo utworzonego Zukunftsrat Nachhaltige Entwicklung Rheinland-Pfalz.

## Uznanie

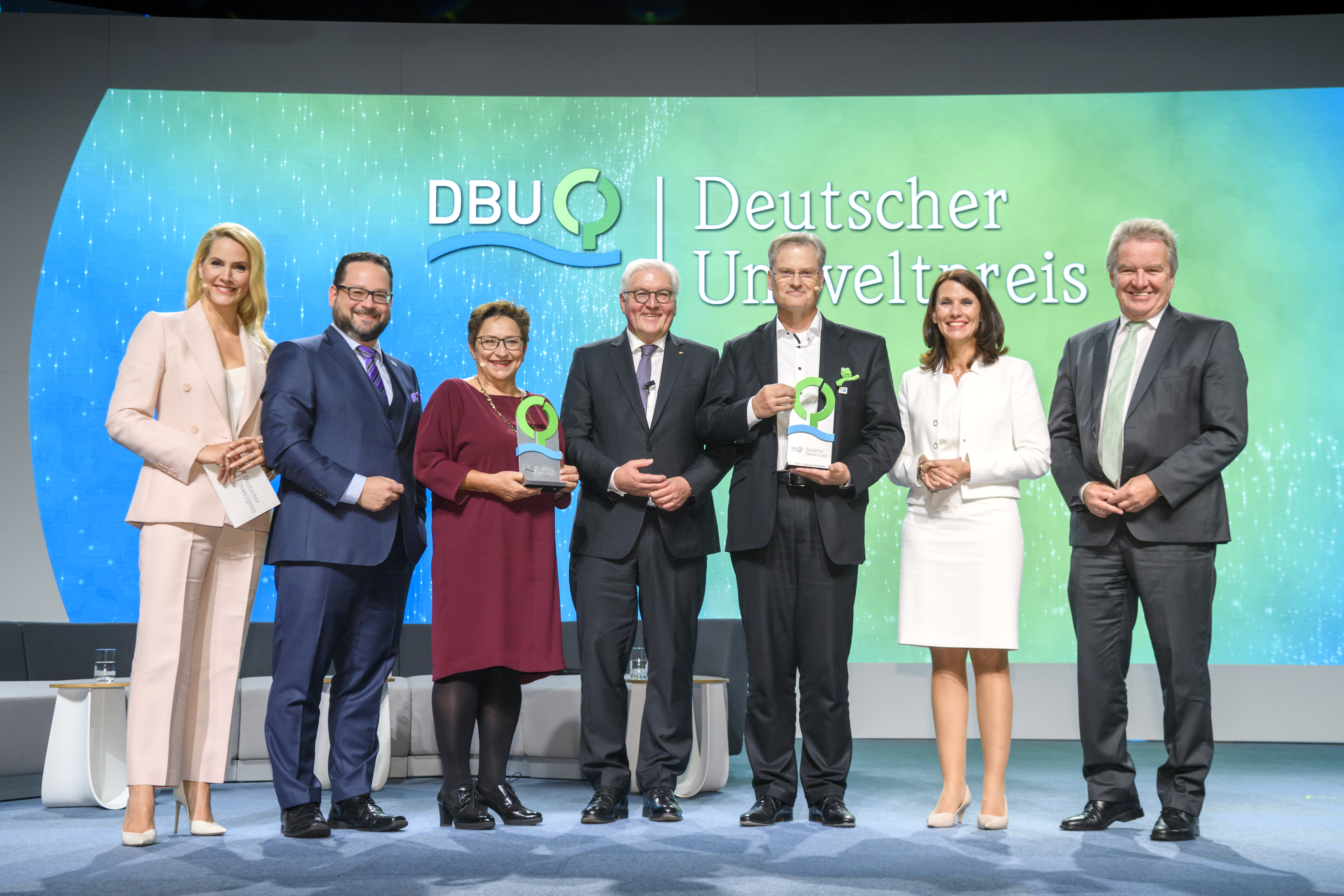
Przyznanie Niemieckiej Nagrody Ekologicznej 2019

Schneider był wielokrotnie nagradzany za działalność w firmie Werner & Mertz na rzecz zrównoważonego rozwoju, w szczególności za inicjatywę Recyclat. Najcenniejszym wyróżnieniem jest Niemiecka Nagroda Ekologiczna 2019. Przy wręczaniu nagrody prezydent Niemiec Frank-Walter Steinmeier uzasadnił jej przyznanie wiodącą rolą Schneidera w gospodarce. Według słów prezydenta Schneider działał „jako odpowiedzialny przedsiębiorca [...], zanim wielu innych zaczęło to robić” i pokazał, „że działalność w dziedzinie ekologii i biznesu nie musi się wykluczać”. Organizacja Deutsche Bundesstiftung Umwelt wyróżniła go za to, iż „w trudnym otoczeniu ekologicznym” wytwarza „przyjazne dla środowiska produkty na rynek masowy”.
We wrześniu 2021 roku Schneider otrzymał w Austrii honorową nagrodę Trigos za swoje zaangażowanie w obszarze gospodarki o obiegu zamkniętym i zrównoważonego rozwoju.